# Полювання на відьом (роман Сандему)
«Полювання на відьом» (швед. Häxjakten) — друга книга з серії «Сага про людей льоду» норвезької письменниці Маргіт Сандему. Серія була опублікована в період з 1982 по 1989 рік. Ця серія — сімейна сага, яка прослідковує за родом «людей льоду» протягом століть.

## Сюжет
У цій книзі ми знову прослідковуємо за Тенгелем і Сильє. Протягом кількох років вони жили в долині Льодовикового періоду, яка є віддаленою і не контактує із зовнішнім світом. Тенгел і Сильє прагнуть, але вони були впевнені, що вони тут у безпеці. Вони виховують трьох дітей, Соля, Дага та доньку Лів. Сол, як і Тенгел, — один із «постраждалих» «людей льоду», має надприродні здібності. Сол проводить все більше й більше часу разом з могутньою та злою відьмою Ганною, а Тенгель та Сільєс турбуються про нього. Але їм загрожує загрожує, Хемінг Фогдрєбер знову зіткнувся з проблемами і, намагаючись врятувати свою власну долю, розповідає про таємницю Льодовикового періоду. На щастя, Тенгель та його найближчі члени сім'ї будуть врятовані, коли до долини прийдуть воїни, щоб знищити «народ льоду» та спалити їхні будинки. Тепер у романі описується доля маленької сім'єю та труднощі, з якими вони постійно стикаються, щоб у бідності вижити та уникнути завоювання.

## Головні персонажі
- Сильє Аргрімсдатер;
- Тенгель добрий представник «людей льоду»;
- Сол Анжеліка з «людей льоду»;
- Шарлотт Майден.

## Померли/народилися
- Народження: Ера «людей льоду»
- Смерть: † Ганна, Гримар

## MP3-музика до книги
- Люди льоду 02 - Полювання на відьом
- Опублікувала: Анне Лінггард
- Тривалість: 6 годин та 55 хвилин
- ISBN: 9788776772222

## Аудіокнига наCD
- Люди льоду 02 - Полювання на відьом
- Опублікувала: Анне Лінггард
- Тривалість: 6 годин та 55 хвилин - 6 CD-дисків
- ISBN: 9788764500660